# Ania Rusowicz
Anna Sandra Rusowicz (28 marzo 1983) è una cantante polacca.
Ha vinto diversi premi Fryderyk dell'industria discografica polacca e il premio televisivo Superjedynki.

## Biografia
È nata in una famiglia con tradizioni musicali. Quando aveva 7 anni, sua madre, la cantante Adrianna Rusowicz, morì in un incidente stradale nei pressi di Poznań. Il padre, il chitarrista Wojciech Korda, si trasferì, ed i figli Bartek e Anna vennero affidati agli zii, prima a Dzierzgoń, poi a Bydgoszcz.
Dopo il diploma di scuola superiore ha studiato, tra gli altri, medicina farmaceutica (corso completato) e psicologia (si è laureata nel 2011). Durante gli studi universitari ha coltivato la passione musicale: è stata spinta alla terapia e agli studi psicologici dalle conversazioni con i genitori del batterista Hubert Gasiul (suo futuro marito), trasferendosi a Varsavia.

## Carriera
Nel 2006 ha partecipato alla qualificazione nazionale per l'Eurovision Song Contest insieme a Dezire, con la canzone "Good Girl". Il duo ha ottenuto il massimo dei punti dalla giuria, ma contando i voti degli spettatori è sceso al 4º posto. Più tardi, con il marito Hubert Gasiul ha costituito il duo IKA, che ancora una volta è apparso nella preselezione polacca per l'Eurovision Song Contest. La canzone "Say" si è classificata ultima, al 10º posto, guadagnando l'1,76% del voto del pubblico.
L'11 giugno 2011 si è esibita al festival di Opole con le canzoni del repertorio di sua madre Ady Rusowicz: "Nie pukaj do moich drzwi" ("Non bussare alla mia porta"), "Duży błąd" ("Grande errore"), "Hej, dziewczyno, hej" ("Hey, ragazza, hey") e "Za daleko mieszkasz, miły" ("Troppo lontano si vive, bello"). Il 21 ottobre ha pubblicato il suo album da solista Mój Big-Bit. Nel 2011, ha registrato un singolo, "Kwiat nienawiści" ("Fiore dell'odio") con la band Czarno-Czarni.
Nel corso della carriera ha reinterpretato i lavori di altri artisti per costruire il proprio repertorio, in particolare degli anni sessanta e settanta del XX secolo.
Ha omaggiato i propri eroi musicali nella Woodstock polacca e nel Memoriale Jon Lord. Una raccolta di tali registrazioni, cover dal repertorio di Led Zeppelin, Jefferson Airplane, Deep Purple, è stato pubblicato nel dicembre 2015 CD / DVD Flower Power, che è la registrazione del concerto festival di Woodstock nel 2015.

## Discografia

### Album
- Mój Big-Bit (2011)
- Genesis (2013)
- Retronarodzenie (2016)
- Przebudzenie (2019)

### EP
- To Co Było (2013)

### Video
- Przystanek Woodstock 2015 (2015)

### Singoli
- "Ślepa miłość" (2011)
- "Ja i Ty" (2012)
- "Za daleko mieszkasz miły" (2012)
- "Choć rozum śpi" (con Kielich, 2012)
- "Śtróże świateł" (2013)
- "To co było" (2013)
- "Ptaki" (2013)
- "To nie ja" (2014)
- "Czy da się kochać" (2015)
- "W co mam wierzyć" (2017)
- "Szukaj mnie" (con Sławek Uniatowski, 2019)
- "Iść w stronę słońca" (con Steve Nash, 2019)
- "Świecie stój" (2019)

### Contributi
- Krzysztof Kieliszkiewicz – Dziecko szczęścia (2012): "Choć rozum śpi"
- L.U.C, Motion Trio – Nic się nie stało (2013): "8 Przebudzenie - Iluzji Łąka"
- Panny wyklęte: wygnane vol. 1 (2014): "Pieśń Wiktorii"
- Święta bez granic 2014 (2014): "Pastorałka radosna" (con Ania Brachaczek)
- Panny wyklęte: wygnane vol. 2 (2015): "Będziemy Polską" (con Krzysztof Herdzin)

## Premi e riconoscimenti

### Nagroda Muzyczna Fryderyk
- migliore voce rock (2012)
- migliore debutto discografico rock (2012)
- migliore album pop-rock (2012)
- migliore produzione rock (2012)

### Superjedynki
- migliore artista musicale (premio della giuria, 2012)